# Double Eleven
Double Eleven Limited — британский разработчик и издатель видеоигр, базирующийся в Мидлсбро, Англия.

## История
Студия была основана Ли Хатчинсоном и Мэттом Шепкаром 23 декабря 2009 года. Оба ранее работали ведущими программистами в Rockstar Leeds, где Хатчинсон участвовал в разработке Grand Theft Auto: Chinatown Wars для платформы iOS и Beaterator, а Шепкар участвовал в создании нескольких игр Grand Theft Auto. По словам Хатчинсона, их решение покинуть Rockstar Leeds было обоюдным и было вызвано желанием работать над более мелкими проектами, в основном инди-играми для iOS. Название «Double Eleven» произошло от счастливого числа Хатчинсона. К февралю 2010 года Хатчинсон взял на себя роль директора студии, а Шепкар присоединился к нему через несколько недель. Изначально студия располагалась в городе Дарем, но в конце 2010 года Double Eleven переехала в офисное здание Boho One в Мидлсбро. Кимберли Тернер присоединилась к компании на постоянной основе в качестве финансового директора.
В 2010 году студия начала работать над совместным проектом с Sony Computer Entertainment Europe. Позже проект был анонсирован на выставке E3 2011, под названием LittleBigPlanet PS Vita. В 2011 году студии вступили в торговую ассоциацию TIGA. В период с 2011 по 2012 год Double Eleven заключили контракт на эксклюзивную работу с Sony Computer Entertainment Europe. За это время они открыли дополнительную студию в Лидсе.
В 2013 году разработчики объявили, что работают над ремейком игры Frozen Synapse, первоначально разработанной студией Mode 7 Games, для PlayStation Vita и PlayStation 3 под названием Frozen Synapse: Tactics. После завершения работы над PixelJunk Shooter Ultimate для PS4 и Vita, в июне 2014 года разработка FS: Tactics пошла полным ходом, и к сентябрю 2014 года она получила новое название Frozen Synapse Prime. Два месяца спустя она была выпущена на PlayStation 3 и Windows.
В августе 2014 года на Gamescom 2014 было объявлено, что они работают над следующей игрой PixelJunk, Nom Nom Galaxy для PlayStation 4 и PlayStation Vita и портированием игры Goat Simulator на Xbox One и Xbox 360.
В 2017 году Double Eleven объявили о выпуске двух новых игр: Super Cloudbuilt от Coilworks и Songbringer от Wizard Fu Games, которые были выпущены в период с июля по сентябрь. Double Eleven получила признание издание GamesIndustry.biz, которое назвало студию одним из «лучших мест для работы 2017 года».  Компания также была представлена в The Sunday Times Tech Track 100, заняв 42-е место из 100 с ростом продаж на 92,32% за три года.
В 2019 году Double Eleven объявили о приобретении VooFoo Studios. 20 июня 2019 года было объявлено, что Double Eleven стала партнёром Paradox Interactive, чтобы стать новым ведущим разработчиком игры Prison Architect, которую ранее разрабатывала Introversion Software. Студия уже портировала игру для всех основных консолей. Double Eleven объявили о своём участии в разработке Minecraft Dungeons от Mojang Studios и о том, что они будут издавать Rust от Facepunch Studios на Xbox One и PlayStation 4.
В январе 2020 года Double Eleven объявили, что откроют второй офис в Куала-Лумпуре, чтобы выйти на азиатский рынок.
28 марта 2022 года Double Eleven объявили о сотрудничестве с Bethesda Game Studios для разработки контента для Fallout 76.
В апреле 2022 года Double Eleven наняла 300-го сотрудника. 18 ноября 2022 года Double Eleven была приобретена Pneuma Group, инвестиционной фирмой, принадлежащей Хатчинсону.
7 августа 2023 года Double Eleven была объявлена ведущим разработчиком портов оригинальной Red Dead Redemption для PlayStation 4 и Nintendo Switch в сотрудничестве с издателем Rockstar Games. Выход игры состоится в цифровом виде 17 августа, а в физическом — 13 октября. Переиздание игры также будет поставляться с DLC Undead Nightmare.

## Игры
| Название                            | Дата выхода | Платформа(ы)                                                                                      | Примечание |
| ----------------------------------- | ----------- | ------------------------------------------------------------------------------------------------- | --- |
| LittleBigPlanet PS Vita             | 2012        | PlayStation Vita                                                                                  | |
| Limbo                               | 2013        | PlayStation Vita                                                                                  | |
| PixelJunk Monsters Ultimate         | 2013        | PlayStation Vita, Microsoft Windows, Mac, Linux                                                   | |
| PixelJunk Shooter                   | 2013        | Microsoft Windows, Mac OS X, Linux                                                                | |
| PixelJunk Shooter Ultimate          | 2014        | PlayStation 4, PlayStation Vita                                                                   | |
| Frozen Synapse Prime                | 2014        | Microsoft Windows, PlayStation Vita, PlayStation 3                                                | |
| Limbo                               | 2014        | Xbox One, PlayStation 4                                                                           | |
| Nom Nom Galaxy                      | 2015        | PlayStation 4                                                                                     | |
| Goat Simulator                      | 2015        | Xbox One, Xbox 360, PlayStation 4, PlayStation 3                                                  | |
| Goat Simulator: MMOre GoatZ Edition | 2015        | Xbox One, Xbox 360                                                                                | |
| Frozen Synapse Prime                | 2015        | Android, iOS                                                                                      | |
| PixelJunk Shooter Ultimate          | 2015        | Microsoft Windows                                                                                 | |
| PixelJunk Monsters                  | 2016        | Wii U                                                                                             | |
| Prison Architect                    | 2016        | PlayStation 4, Xbox One, Xbox 360                                                                 | |
| Lego Harry Potter: Years 1-4        | 2016        | PlayStation 4                                                                                     | Выпущены в качестве сборника Lego Harry Potter Collection                                                                 |
| Lego Harry Potter: Years 5-7        | 2016        | PlayStation 4                                                                                     | Выпущены в качестве сборника Lego Harry Potter Collection                                                                 |
| Super Cloudbuilt                    | 2017        | PlayStation 4, Xbox One, Microsoft Windows                                                        | |
| Songbringer                         | 2017        | PlayStation 4, Xbox One                                                                           | |
| Songbringer                         | 2018        | Nintendo Switch, UWP                                                                              | |
| Prison Architect                    | 2018        | Nintendo Switch                                                                                   | |
| Lego Harry Potter: Years 1–4        | 2018        | Nintendo Switch, Xbox One                                                                         | Выпущены в качестве сборника Lego Harry Potter Collection                                                                 |
| Lego Harry Potter: Years 5–7        | 2018        | Nintendo Switch, Xbox One                                                                         | Выпущены в качестве сборника Lego Harry Potter Collection                                                                 |
| Doctor Who Infinity                 | 2018        | Android, iOS                                                                                      | |
| Crackdown 3                         | 2019        | Microsoft Windows                                                                                 | |
| Prison Architect                    | 2019        | Microsoft Windows, MacOS, Linux, PlayStation 4, Xbox 360, Xbox One, iOS, Android, Nintendo Switch | Double Eleven сотрудничал с Paradox Interactive 20 июня 2019 года, чтобы взять на себя разработку отIntroversion Software |
| Minecraft Dungeons                  | 2020        | Nintendo Switch, PlayStation 4, Xbox One, Microsoft Windows                                       | Разработана совместно с Mojang                                                                                            |
| Songbringer                         | 2020        | iOS                                                                                               | |
| Rust                                | 2021        | PlayStation 4, Xbox One                                                                           | Разработана совместно сFacepunch Studios                                                                                  |
| Red Dead Redemption                 | 2023        | PlayStation 4, Nintendo Switch                                                                    | Разработана совместно с Rockstar Games. Поставляется с DLC Undead Nightmare                                               |
| Lego Harry Potter Collection        | 2024        | PlayStation 5, Xbox Series X/S, Microsoft Windows                                                 | |
| Red Dead Redemption                 | 2024        | Microsoft Windows                                                                                 | Разработана совместно с Rockstar Games. Поставляется с DLC Undead Nightmare                                               |

## Награды
| Год  | Мероприятие                 | Награда                                                                              | Результат |
| ---- | --------------------------- | ------------------------------------------------------------------------------------ | --------- |
| 2012 | Gamescom Awards             | Лучшая мобильная игра (LittleBigPlanet PS Vita)                                      | Победа    |
| 2012 | TIGA Games Industry Awards  | Дебютная игра (LittleBigPlanet PS Vita)                                              | Номинация |
| 2012 | TIGA Games Industry Awards  | Игра года (LittleBigPlanet PS Vita)                                                  | Победа    |
| 2013 | BAFTA Games Awards          | Лучшая игра: Мобильная и портативная                                                 | Номинация |
| 2013 | Pocket Gamer Awards         | Общая игра года                                                                      | Номинация |
| 2013 | Pocket Gamer Awards         | PS Vita Игра года                                                                    | Победа    |
| 2013 | Pocket Gamer Awards         | Самая инновационная игра (LittleBigPlanet PS Vita)                                   | Номинация |
| 2013 | Pocket Gamer Awards         | Лучшая Экшн/Аркадная игра (LittleBigPlanet PS Vita)                                  | Номинация |
| 2014 | IGN Black Beta Select Award | Лучшая Портативная \ Мобильная \ Планшетная игра (Frozen Synapse Prime)              | Номинация |
| 2014 | Pocket Gamer Awards         | Лучший издатель                                                                      | Номинация |
| 2014 | Pocket Gamer Awards         | Лучшая игра для PlayStation Vita (Frozen Synapse Prime & PixelJunk Shooter Ultimate) | Номинация |
| 2014 | Pocket Gamer Awards         | Лучшая Казуальная / Логическая игра (PixelJunk Shooter Ultimate)                     | Номинация |
| 2014 | Pocket Gamer Awards         | Лучшая Стратегия / Игра-Симулятор (Frozen Synapse Prime)                             | Номинация |
| 2015 | ID@Xbox                     | Награда за Мега-продажи (Goat Simulator)                                             | Победа    |
| 2016 | PlayStation Awards          | Инди-Специальная награда (Goat Simulator)                                            | Победа    |
| 2017 | TIGA Games Industry Awards  | Экшн и Приключенческая Игра (Super Cloudbuilt)                                       | Номинация |
| 2017 | TIGA Games Industry Awards  | Ролевая игра (Songbringer)                                                           | Номинация |
| 2020 | Golden Joystick Awards      | Игра года для Xbox (Minecraft Dungeons)                                              | Номинация |
| 2020 | Golden Joystick Awards      | Лучшая Семейная игра (Minecraft Dungeons)                                            | Номинация |
| 2020 | The Game Awards             | Семейная ирис (Minecraft Dungeons)                                                   | Номинация |
| 2021 | North East Business Awards  | Северо-восточная компания года                                                       | Победа    |
| 2021 | North East Business Awards  | Инновации и технологии                                                               | Победа    |
| 2021 | North East Business Awards  | Высокие темпы роста и амбиции                                                        | Победа    |